# Bellefontaine, Vosges
Bellefontaine är en kommun i departementet Vosges i regionen Grand Est (tidigare regionen Lorraine) i nordöstra Frankrike. Kommunen ligger i kantonen Plombières-les-Bains som tillhör arrondissementet Épinal. År 2022 hade Bellefontaine 959 invånare.

## Befolkningsutveckling
Antalet invånare i kommunen Bellefontaine
| Referens: INSEE |